# Стефаньский, Марцин
Марцин Стефаньский (пол. Marcin Stefański; род. 24 февраля 1983, Гливице, Польша) — польский бывший профессиональный баскетболист.

## Биография
После его выступлений за баскетбольный клуб SMS Warka, в юном возрасте, отправился во Францию, где играл в лиге JDA Dijon. В сезон 2006/07 он вернулся в Польшу, подписав контракт с Вроцлавским «Шлёнском». Антидопинговый тест после полуфинального матча против «Турув» обнаружил нарушения, в результате чего Стефански был дисквалифицирован на два года за использование допинга, что помешало ему играть на чемпионате Европы 2007 года в Испании. Впоследствии по решению комиссии наказание было сокращено и закончилось через год. После банкротства «Шлёнска», он стал играть за «Шахтер Валбжих». С 1 февраля 2009 стал играть в баскетбольном клубе «Турув». В июне 2012 года он вновь подписал контракт со «Шлёнском», но поскольку клуб не прошел процесс лицензирования PLK, Стефански подписал новый контракт с «Трефл Сопот».